# Celluloïd
Pour l’article homonyme, voir Celluloïd (dessin animé).
Pour l’article homonyme, voir Celluloïd (label).
Le celluloïd est le nom donné à une matière composée essentiellement de nitrate de cellulose et de camphre. Il est considéré comme la toute première matière plastique et son origine remonte à 1856. Sa composition a été petit à petit améliorée pour la rendre finalement facile à modeler et à produire. Son invention est souvent attribuée à John Wesley Hyatt et son frère Isaiah, en 1870. Le celluloïd est très inflammable et n'est quasiment plus utilisé aujourd'hui. On le retrouvait communément dans les balles de tennis de table (désormais remplacé par le polypropylène). Il a longtemps servi dans l'industrie cinématographique à la production des pellicules, remplacé dans ce rôle par un support de triacétate de cellulose moins inflammable. Aujourd'hui, les films sur support celluloïd sont appelés « films flamme » et leur utilisation en projection est interdite en raison de leur grande inflammabilité.

## Historique
Aux États-Unis, pendant la guerre de Sécession, le blocus imposé aux Sudistes rend impossible l’importation de l’ivoire d'éléphant, dans lequel sont tournées les billes de billard. L'usage intensif d'ivoire faisait craindre l'extinction de l'espèce : six à huit billes étaient produites à partir d'une défense, ce qui nécessitait de tuer dix mille éléphants par an. La société Phelan & Collender, de New York, qui fabrique des accessoires pour le billard voit son industrie menacée : elle lance un concours destiné à récompenser celui qui trouvera un matériau de substitut à l’ivoire et le dote d'un prix de 10 000 dollars (prix dont l'attribution n'a pas laissé de trace). L'Américain John Wesley Hyatt, imprimeur et inventeur amateur, commence ses recherches en 1863 sur le nitrate de cellulose avec l'intention de remporter ce prix. En 1869, après de nombreuses tentatives, il réussit à recouvrir une bille de billard avec du collodion, solution de nitrate de cellulose diluée dans de l'acétone ou de l’éther, qui laisse un film de cellulose lorsque le solvant s'évapore. Ce matériau rendait la boule plus lisse que celle en ivoire mais il était cependant trop fragile pour résister aux chocs des billes de billard entre elles.
En 1870, John et son frère Isaiah font réagir du camphre sur du nitrate de cellulose, obtiennent du celluloïd et en déposent le brevet. À l'époque, on le produisait en broyant du papier de soie qu'on mélangeait à de l'acide nitrique et de l'acide sulfurique pour fabriquer le nitrate de cellulose qu'on « plastifiait » ensuite par addition de camphre (extrait du camphrier), de pigments et d'alcool.
Alexander Parkes et Daniel Spill (en) avaient déjà étudié le camphre dans leurs premières expériences, mais ce sont les frères Hyatt qui ont reconnu sa vraie utilité et son rôle dans la création du celluloïd à partir du nitrate de cellulose. Isaiah commercialisa ce nouveau produit sous le nom de « Celluloïd » en 1872.
L'inventeur anglais Spill poursuivit alors en justice les frères Hyatt, se proclamant à l'origine de cette invention, de nombreux procès eurent lieu entre 1877 et 1884. Finalement, on reconnut que le vrai inventeur du celluloïd était en fait Alexander Parkes et le juge autorisa la poursuite de l'activité de toutes les fabriques de celluloïd, incluant la Hyatts' Celluloid Manufacturing Company.

## Formulation
La formule typique du celluloïd contient :
- 70 à 80 parts de nitrate de cellulose : polymère de base ;
- 30 parts de camphre : plastifiant ;
- 0 à 14 parts de colorant ;
- 1 à 5 parts d'alcool éthylique : solvant ;
- et des agents stabilisants et réduisant l'inflammabilité.

## Utilisation industrielle

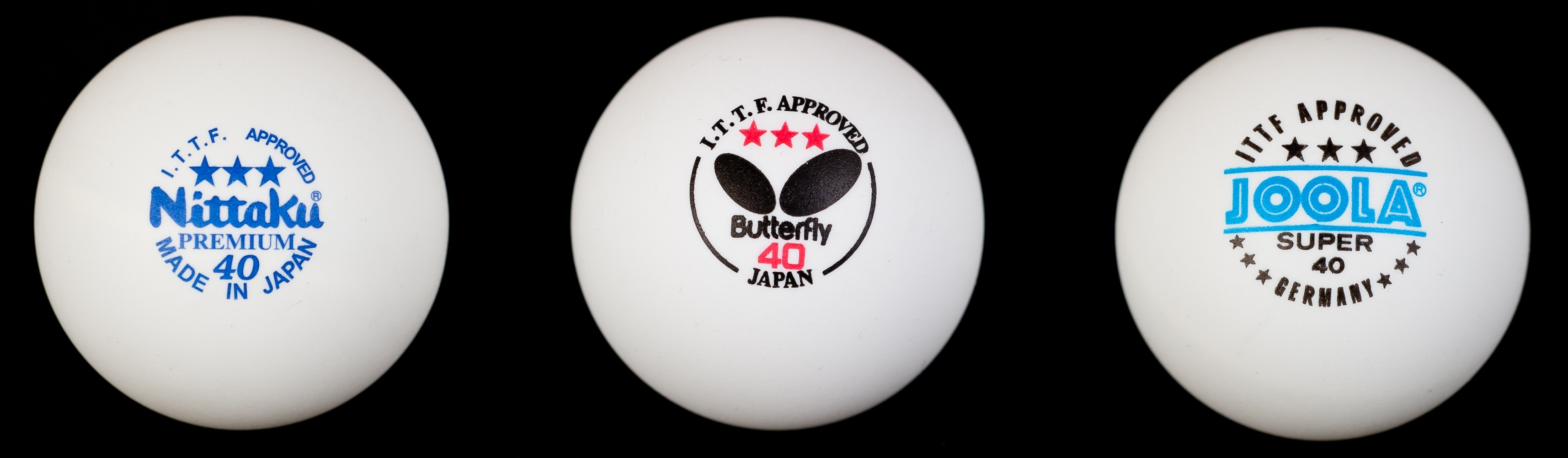
Balles de tennis de table.

Le celluloïd a beaucoup été utilisé pour la fabrication de manches de couteau, de touches de piano, de barrettes, de peignes, de corsets, de plumes pour l'écriture, de cols ou de manchette durs, de billes de billard, de jouets (poupées comme les fameux « baigneurs » en celluloïd des sociétés Nobel, Petitcollin et Convert), de fausses dents, ainsi que pour le placage de surfaces courbes, comme sur les accordéons. Sa haute inflammabilité a cependant toujours rendu sa production et son usage périlleux d'où son déclin avec l'apparition de nouvelles matières plastiques.
Le celluloïd fut longtemps utilisé pour la fabrication des balles de tennis de table, ou en bijouterie pour imiter certaines matières précieuses (nacre, écaille, perles, etc.). Les feuilles transparentes sur lesquelles sont peints les personnages des dessins animés de l'animation traditionnelle sont toujours appelées « celluloïds » — ou cellos dans le jargon du métier — malgré le remplacement de cette matière par le triacétate de cellulose.
En 2013, la Fédération internationale de tennis de table teste une balle en plastique composite (balle appelée « polyball ») pour un remplacement des balles en celluloïd à partir du 1er juillet 2014. 
De nos jours, le celluloid est toujours utilisé notamment pour la fabrication de médiator de guitare.